# Merionoeda flavipennis
Merionoeda flavipennis es una especie de insecto coleóptero de la familia Cerambycidae. Estos longicornios son endémicos de la isla de Timor.
M. flavipennis mide unos 10,5 mm.